# Forceville-en-Vimeu
Forceville-en-Vimeu je francouzská obec v departementu Somme v regionu Hauts-de-France. V roce 2010 zde žilo 268 obyvatel.